# 西沙色朱雀
，是雀形目燕雀科的一种鸟类。

## 特征
西沙色朱雀体重约20.8克，翼长约83.9毫米，嘴峰长约11.7毫米，喙宽度约6.3毫米，喙厚度约7.9毫米，跗蹠长约18.5毫米，尾长约66毫米。西沙色朱雀在其分布区内为留鸟，食性为草食性。

## 分布
荒漠地表、裸露干燥石砾地区、稀疏散在灌木的山谷和丘陵草地。该物种的模式产地在埃及西奈半岛。西奈半岛。